# Vakrandim az élettel
A Vakrandim az élettel (eredeti cím: Mein Blind Date mit dem Leben) 2017-ben bemutatott német vígjáték filmdráma, amelyet Marc Rothemund rendezett, Saliya Kahawatte Mein Blind Date mit dem Leben című könyve alapján. A főbb szerepekben Kostja Ullmann, Anna Maria Mühe, Ludger Pistor, Nilam Farooq és Herbert Forthuber látható.
Németországban 2017. január 26-án, Magyarországon 2017. november 9-én mutatták be a moziban.

## Cselekmény
A német-szingaléz származású Saliya Kahawatte az érettségire készül, amikor látása fokozatosan romlani kezd. Egy orvosi vizsgálat után a szemésze közli vele és családjával, hogy az egyetlen módja annak, hogy legalább egy kis részét megőrizze látásának, az azonnali műtét lenne. A családja – különösen az apja – és a környezete kétkedése ellenére eltökéli, hogy befejezi az érettségit, amit szorgalommal és emlékezőképességének fejlesztésével sikerül is elérnie.
Ezt követően szeretné valóra váltani álmát, hogy egy szállodában dolgozzon, azonban minden pályázatát, amelyekben feltünteti látáskárosodását, elutasítják. Ezután úgy dönt, hogy a müncheni Bayrischer Hof szállodába jelentkezik anélkül, hogy megemlítené fogyatékosságát, és gond nélkül fel is veszik. Barátságot köt Maxszal, aki szintén most kezdett a szállodában, és ő az egyetlen, akinek elmondja, hogy látássérült. Max segít neki elsajátítani a munkafolyamatokat és az útvonalakat, amíg Saliya teljesen meg nem tanulja azokat. A szállodában Saliya megismerkedik Laurával is, egy egyedülálló anyával, aki szülei farmjáról szállít zöldséget és gyümölcsöt a szálloda konyhájába. Kapcsolatuk fokozatosan egyre szorosabbá válik, annak ellenére, hogy Saliya továbbra is titokban tartja előtte a látássérülését.
Ebben az időszakban Saliya szülei elválnak, és hogy anyagilag segítse édesanyját, titokban éjszakai munkát vállal egy pizzériában, amit a szállodai felettesei és kollégái nem tudnak. Hogy mindkét munkát bírni tudja, stimulánsokat kezd szedni. A kialakuló kimerültség és felborult bioritmus miatt bajba kerül: egyszer elalszik, és késve érkezik a szállodába, amiért figyelmeztetést kap.
Közben megismerkedik Laura kisfiával, Oskarral is. Egy közös séta során egy játszótéren egyedül kell vigyáznia a fiúra, de egy telefonhívás elvonja a figyelmét, és szem elől téveszti Oskart. Mivel majdnem teljesen vak, teljesen tehetetlen ebben a helyzetben. Amikor Laura visszatér, kétségbeesik. Bár rövidesen megtalálják Oskart, Saliyának be kell vallania Laurának a látáskárosodását. Laura megdöbbenve és dühösen elhagyja őt, mert nem mondta el neki korábban.
Egy szállodai esküvő során a végletekig kimerült Saliya előbb elejt egy pezsgős tálcát, majd nekiütközik az esküvői tortának is. Az ifjú pár és a vendégek megdöbbennek, Saliyát pedig azonnal elbocsátják. Teljesen összeomlik, alkoholba menekül, és végül kórházba kerül, miután részegen elesik és megsérül. Anyja és húga segítik visszatérni a helyes útra, és nem sokkal később visszatér a szállodába, hogy bocsánatot kérjen volt feletteseitől, és lehetőséget kérjen a szakmai vizsga letételére. Meglepő módon kap még egy esélyt, és sikeresen le is vizsgázik.
Befejezi munkáját a szállodában, és Maxszal közösen saját vendéglátóhelyet nyit. Laura, aki időközben megbocsátott neki, részt vesz a megnyitón, és onnantól kezdve ő is segíti munkájukat.

## Szereplők
| Szereplő         | Színész            | Magyar hang    |
| ---------------- | ------------------ | -------------- |
| Saliya Kahawatte | Kostja Ullmann     | Fehér Tibor    |
| Max Schröder     | Jacob Matschenz    | Szabó Máté     |
| Laura            | Anna Maria Mühe    | Tenki Réka     |
| Kleinschmidt     | Johann von Bülow   | Crespo Rodrigo |
| Fried            | Alexander Held     | Kőszegi Ákos   |
| Sheela Kahawatte | Nilam Farooq       | Csuha Bori     |
| Dagmar           | Sylvana Krappatsch | Andresz Kati   |
| Krohn            | Michael A. Grimm   | Rátóti Zoltán  |
| Hamid            | Kida Khodr Ramadan | Mészáros Máté  |
| Kolditz          | Herbert Forthuber  |                |
| Lehrer Döngen    | Ludger Pistor      | Kassai Károly  |
| Szemész          | Uwe Preuss         | Barbinek Péter |
| Tina             | Olivia Marei       | Bárány Virág   |
| Jala Asgari      | Samira El Ouassil  | Mórocz Adrienn |
| Tim Wasmuth      | Michael Koschorek  | Dékány Barna   |
| Frau Robinson    | Elisabeth von Koch | Pap Katalin    |

### Magyar változat
- Bemondó: Bozai József
- Magyar szöveg: Pallinger Emőke
- Hangmérnök: Csomár Zoltán
- Vágó: Simkóné Varga Erzsébet
- Gyártásvezető: Kablay Luca
- Szinkronrendező: Marton Bernadett

A szinkront a Mafilm Audio Kft. készítette el.

## A film készítése
A rendezést Marc Rothemund vállalta. A Saliya Kahawatte regényéből készült forgatókönyv-adaptációt Oliver Ziegenbalg és Ruth Toma készítette.
A FilmFernsehFonds Bayern 750 000 euróval támogatta a film gyártását, valamint további 100 000 euró forgalmazási támogatást is nyújtott. A Német Filmfinanszírozási Alap 494 000 euróval járult hozzá a filmhez, és ezen felül 400 000 euró forgalmazási támogatást is biztosított. A Medienboard Berlin-Brandenburg 600 000 euróval támogatta a produkciót.

### Forgatás
A forgatási munkálatok 2015. október 6. és november 24. között zajlottak Münchenben és Berlinben. A forgatás a müncheni Hotel Bayerischer Hofban kezdődött. Münchenben a Prannerstraßén is vettek fel jeleneteket.
További felvételek készültek Moosburg an der Isar településen, ahol 2015. november közepén lezárták a város főterét és a Herrnstraßét. A helyszínen azonban csak egy második stáb dolgozott, amely autós jeleneteket forgatott a főszereplők dublőreivel. A városháza előtti főtér a filmben Saliya Kahawatte kis szülővárosának díszleteként szolgált.